# Успенская церковь (Ближне-Песочное)
Успенская церковь — православный храм в посёлке городского типа Ближне-Песочное в составе городского округа город Выкса Нижегородской области России.

## История

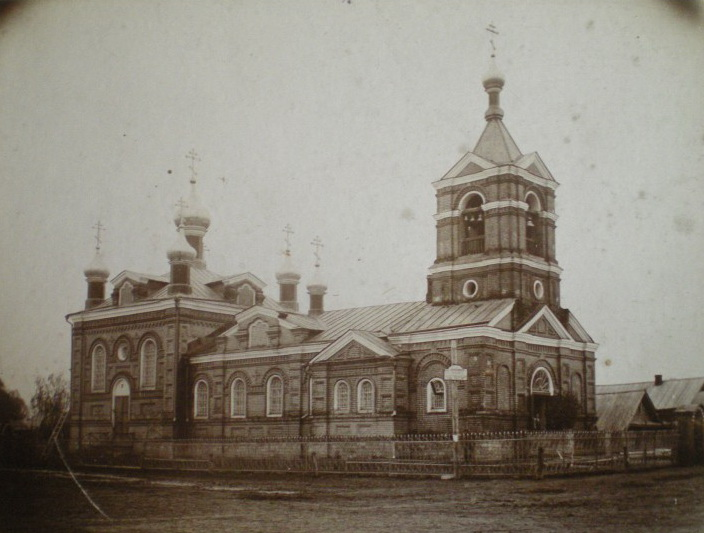
Церковь в начале XX века

18 августа 1899 года церковь была освящена в честь Успения Пресвятой Богородицы. Кирпичный, пятикупольный храм, имеет один престол.
В 1935 году с церкви были сброшены колокола, позже разрушена колокольня и на ее месте сделан пристрой.
В 2005 году распоряжением администрации Выксунского района храм был передан Нижегородской епархии. Работы по восстановлению начались в 2006 году.
В 2010 году было получено благословение Архиепископа Нижегородского и Арзамасского Георгия (Данилова) на создание и государственную регистрацию этой религиозной организации.
10 декабря 2011 года состоялся чин освящения креста и купола храма.

## Священнослужители
- 1899—1937: Крылов, Михаил Антонович, священник, настоятель и директор церковно-приходской школы, расстрелян в 1937 году.
- 1932—1937: Поспелов, Александр Васильевич[вд], священник, в 1937 году расстрелян в Нижнем Новгороде; канонизирован[4].

## Духовенство
- Настоятель храма — иерей Пётр Крылов[5]